# James Joseph Wellwood
James Joseph Wellwood, avstralski častnik, vojaški pilot in letalski as, * 15. oktober 1892, Drouin, Viktorija, Avstralija, † 25. oktober 1984, Armadale.
Nadporočnik Wellwood je v svoji vojaški karieri dosegel 7 zračnih zmag.

## Odlikovanja
- Distinguished Flying Cross (DFC)